# När & fjärran
När & fjärran var ett reseprogram i TV4. Programmet hade premiär 7 januari 1997 och sändes fram till våren 2007 i kanalen. Till hösten 2008 förlänges programmet till 60 minuter från tidigare 30 minuter och gick i TV4 Plus. Programmet sändes fram till 2008 i kanalen. 2016 började TV4 sända programmet igen i TV4 som ett 60-minutersprogram. Innan När & fjärran fanns sände TV4 ett liknande program under namnet Reslust. Programledare har bland annat varit Linda Isacsson, Hans Fahlén, Vigor Sörman, Peter Siepen och Dogge Doggelito. 
När & Fjärran var också namnet på en tidning, ett sällskapsspel och ett dvd-spel.

## DVD-utgåvor
Till När & fjärran har det släppts tre utgåvor på DVD med blandat innehåll från serien och 17 reportage på en egen utgåva.
| Releasedatum | Titel                    | Programledare               |
| ------------ | ------------------------ | --------------------------- |
| 2000-12-18   | Volym 1                  | -                           |
| 2001-06-15   | Volym 2                  | -                           |
| 2001-11-28   | Volym 3                  | -                           |
| 2008-05-28   | Alperna                  | Per Moberg & Anki Edvinsson |
| 2008-05-28   | Barcelona                | -                           |
| 2008-05-28   | Guadeloupe               | -                           |
| 2008-05-28   | Nederländerna: Amsterdam | -                           |
| 2008-05-28   | Indien                   | -                           |
| 2008-05-28   | Jordanien                | -                           |
| 2008-05-28   | London                   | -                           |
| 2008-05-28   | Mallorca: Spanien        | -                           |
| 2008-05-28   | Marocko                  | -                           |
| 2008-05-28   | Namibia                  | -                           |
| 2008-05-28   | New York                 | -                           |
| 2008-05-28   | Nordjylland: Danmark     | -                           |
| 2008-05-28   | Paris                    | -                           |
| 2008-05-28   | Thailand                 | -                           |
| 2008-05-28   | Umbrien: Italien         | -                           |
| 2008-05-28   | USA: Florida             | -                           |
| 2008-05-28   | Venezuela                | -                           |